# Saint-Erblon, Ille-et-Vilaine
Saint-Erblon (tiếng Breton: Sant-Ervlon-an-Dezerzh) là một xã của tỉnh Ille-et-Vilaine, thuộc vùng Bretagne, miền tây bắc nước Pháp.

## Dân số
Người dân ở Saint-Erblon được gọi là Saint-Erblonnais.
| 1962                                            | 1968 | 1975 | 1982 | 1990 | 1999 | 2005 |
| ----------------------------------------------- | ---- | ---- | ---- | ---- | ---- | ---- |
| 576                                             | 681  | 1108 | 1238 | 1708 | 2230 | 2606 |
| Starting in 1962: Population without duplicates |      |      |      |      |      |      |